# Phymatapoderus
Phymatapoderus es un género de gorgojos de la familia Attelabidae. En 1926 voss describió el género. Esta es la lista de especies que lo componen:
- Phymatapoderus elongaticeps
- Phymatapoderus elongatipes
- Phymatapoderus flavimanus
- Phymatapoderus latipennis
- Phymatapoderus monstrosus
- Phymatapoderus monticola
- Phymatapoderus pavens
- Phymatapoderus subornatus
- Phymatapoderus yunnanicus